# Rocky Mountain High (àlbum)
Rocky Mountain High és el sisè àlbum d'estudi publicat pel cantautor nord-americà John Denver, que va aparèixer el setembre de 1972. Va ser el seu primer àlbum que va entrar al Top 10 dels Estats Units (núm. 4), impulsat pel senzill "Rocky Mountain High", i a més va arribar al núm. 11 al Regne Unit i núm. 1 al Canadà. La fotografia de la portada de l'àlbum va ser presa a Slaughterhouse Falls, Rio Grande Trail , Aspen, Colorado.

## Llista de temes

### Cara A
1. "Rocky Mountain High"
2. "Mother Nature's Son"
3. "Paradise"
4. "For Baby (For Bobbie)"
5. "Darcy Farrow"
6. "Prisoners"

### Cara B
1. "Goodbye Again"
2. "Season Suite: Summer, Fall, Winter, Late Winter, Early Spring, Spring"